# Julieta Norma Fierro Gossman
Julieta Norma Fierro Gossman   (Ciutat de Mèxic, 24 de febrer de 1948) més coneguda com Julieta Fierro, és una astrofísica i divulgadora científica mexicana.
És investigadora titular de l'Institut d'Astronomia i professora de la Facultat de Ciències de la Universitat Nacional Autònoma de Mèxic (UNAM). Forma part del Sistema Nacional d'Investigadors de Mèxic, ocupant una posició de nivell III. Des del 2004 és membre de l'Acadèmia Mexicana de la Llengua.
La seva recerca se centra en l'estudi del medi interestel·lar i les seves últimes investigacions són l'estudi del Sistema Solar. No obstant això, és més coneguda pel seu treball de divulgació científica. Té tres doctorats honris causa, i diversos laboratoris, biblioteques, planetaris, societats astronòmiques i escoles tenen el seu nom.

## Biografia
Julieta Fierro va néixer el 24 de febrer de 1948 a la Ciutat de Mèxic. Va estudiar física a la Facultat de Ciències de la Universitat Nacional Autònoma de Mèxic (UNAM) i es va llicenciar l'any 1974. Posteriorment va obtenir un màster en Astrofísica a la mateixa institució. És investigadora de l'Institut d'Astronomia de la UNAM i professora titular de la Facultat de Ciències de la mateixa universitat.
Des del març del 2000 fins al gener del 2004 va ser Directora General de Divulgació Científica de la UNAM. Ha ocupat càrrecs com la de vicepresidenta i presidenta de la Comissió d'Educació de la Unió Astronòmica Internacional, i presidenta de l'Acadèmia Mexicana de Professors de Ciències Naturals i de l'Associació Mexicana de Museus de Ciència i Tecnologia. A més, va pertànyer a la junta directiva de la Societat Astronòmica del Pacífic, que se centra a comunicar ciència per millorar l'educació.
Va ser elegida membre de l'Acadèmia Mexicana de la Llengua el 24 de juliol de 2003, i va prendre possessió de la seva 25a càtedra el 26 d'agost de 2004, amb la conferència Imaginemos un Caracol. Va ser escollida membre corresponent de la Reial Acadèmia Espanyola el 21 d'abril de 2005.

## Ciències de la comunicació
Al llarg de la seva carrera professioanl ha escrit 40 llibres, dels quals 23 són de divulgació científica. Ha publicat desenes d'articles en revistes nacionals i internacionals. Un dels seus escrits es va publicar en maia (una llengua indígena). Amb l'objectiu de comunicar la ciència a un públic més ampli, ha donat centenars de xerrades i conferències, i ha dissenyat múltiples tallers de ciència per a nens. Durant l'any 2020 va publicar una sèrie d'activitats científiques per realitzar a casa durant els períodes de confinament per la pandèmia de la COVID-19.
Va participar en la creació de la sala d'astronomia Universum (UNAM), un dels museus universitaris més populars d'Amèrica Llatina. Va ser directora d'Universum i del Museu Descubre d'Aguascalientes. Va col·laborar en la creació d'un museu científic a Puerto Rico i l'Observatori McDonald als Estats Units d'Amèrica i el Suderland a Sud-àfrica. Col·labora activament amb Universum, el Museu de Ciències Naturals, el Museo de la Luz, l'Observatori McDonald de Texas i Puerto Rico, i amb la Fira Global del Japó.
Ha participat en milers de programes de ràdio on llegeix sobre ciència i parla de la seva passió per ella. De vegades convida altres científics i els entrevista per enriquir la conversa. Va presentar una sèrie de televisió titulada Más allá de las estrellas, que va ser escollida com a millor programa científic de Mèxic l'any 1998. La seva col·laboració més recent amb la televisió mexicana va ser amb Canal 11, un canal de l'Institut Politècnic Nacional, amb el programa de televisió anomenat Sofía Luna, agente espacial.

### Sel·lecció de publicacions
- La astronomía de México (en castellà).  Lectorum, 2001. ISBN 968-5270-55-4.
- Albert Einstein: Un científico de nuestro tiempo (en castellà).  Lectorum, 2005,. ISBN 970-32-1108-9. Escrit junt amb Héctor Domínguez
- Lo grandioso de la luz, Gran paseo por la ciencia (en castellà).  Editorial Nuevo México, 2005. ISBN 970-677-181-6.
- Lo grandioso del tiempo, Gran paseo por la ciencia (en castellà).  Editorial Nuevo México, 2005. ISBN 970-677-179-4.
- Cartas Astrales: Un romance científico del tercer tipo (en castellà).  Alfaguara, 2006. ISBN 968-19-1175-X. Escrit junt amb Adolfo Sánchez Valenzuela.
- La luz de las estrellas (en castellà).  Ediciones La Vasija, 2006. ISBN 970-756-095-9. Escrit junt amb Héctor Domínguez.
- Galileo y el telescopio, 400 años de ciencia (en castellà).  Uribe y Ferrari Editores, 2007. ISBN 970-756-238-2. Escrit junt amb Héctor Domínguez.
- Newton, la luz y el movimiento de los cuerpos.  Uribe y Ferrari Editores, 2007. ISBN 978-9-707-56282-0. Escrit junt amb Héctor Domínguez

De la col·lecció Ciencia para todos (Ciència per a tothom) del Fons de Cultura Econòmica en Mèxic, algunes obres són:
- La Evolución Química del Sol (en castellà), 2012,. ISBN 978-6-071-61237-3. Escrit junt amb Manuel Peimbert Sierra.
- Nebulosas planetarias: la hermosa muerte de las estrellas (en castellà), 2009. ISBN 978-607-160072-1. Escrit junt amb Silvia Torres Castilleja.
- Fronteras el universo (en castellà), 2000,. ISBN 978-9-681-66103-8.. Va escriure un capitol sobre sistemes planetaris. Llibre compilat pe Manuel Peimbert Sierra (compilador), Silvia Torres Castilleja, Miguel Ángel Herrera, Miriam Peña, Luis Felipe Rodríguez, Dany Page, José Jesús González, i Deborah Dultzin.
- La familia del Sol (en castellà), 1989. ISBN 978-9-681-67076-4. Escrit junt amb Miguel Ángel Herrera.

## Premis i reconeixements
Al llarg de la seva carrera professional ha sigut premiada amb molts premis i la seva obra ha sigut reconeguda per diferents institucions:
- Premi de divulgació de l'Acadèmia Mundial de les Ciències, 1992.
- Premi Kalinga, UNESCO, 1995.
- Medalla d'or Primo Rovis, Centre de Teoria Astrofísica de Trieste, 1996.[18]
- Premi Klumpke-Roberts, Societat Astronòmica del Pacífic, 1998.[19]
- Premi nacional pel Periodisme Científic, Mèxic, 1998.
- Premi Llatinoamericà per la Popularització de la Ciència, Xile, 2001.[20]
- Medalla al Mèrit dels Ciutadans de l'Assemblea de Representants de Ciutat de Mèxic, 2003.
- Medalla Benito Juárez, Mèxic, 2004.
- Flama Recognition, Universidad Autónoma de Nuevo León, 2005
- Medalla Vasco de Quiroga, Mèxic, 2011.[21]
- Premi Regional del TWAS-ROLAC, 2017.[22]
- Medalla per al Mèrit en Ciències, 2021. Enginyer Mario Molina.[23][24]
- Escollit a l'Acadèmia Americana d'Arts i Ciències, 2023. Classe I – Ciències Matemàtiques i Físiques. Secció 4 – Astronomia, Astrofísica i Ciències de la Terra.[25]

### Graus honorífics
- 2006: Premiada per la Coordinadora de Identidades Territoriales Mapuche (CITEM).
- 2009: Premiada per la CITEM i la Universitat Michoacana de San Nicolás de Hidalgo.
- 2017: Per la Universitat Autònoma Benito Juárez d'Oaxaca.[26]